# قسم التعليم والمهارات (المملكة المتحدة)
قسم التعليم والمهارات (المملكة المتحدة) هي دائرة حكومية سابقة في المملكة المتحدة خدمت بين عامي 2001 و 2007، وهي المسؤولة عن نظام التعليم وخدمات الأطفال في انكلترا. في 28 يونيو 2007 قسم رئيس الوزراء جوردون براون الدائرة إلى قسمين هما إدارة شؤون الأطفال والمدارس والعائلات وإدارة الابتكار والجامعات والمهارات.
كان للدائرة أربعة مواقع رئيسية هي: لندن، شيفيلد، دارلينجتون، ورانكورن، بالإضافة إلى مكاتب حكومية الإقليمية.